# جون جي. دبليو. هوستيد جونيور
جون جي. دبليو. هوستيد جونيور (بالإنجليزية: John G. W. Husted, Jr.)‏ هو تاجر أسهم أمريكي، ولد في 22 يونيو 1926 في هارتفورد في الولايات المتحدة، وتوفي في 9 مايو 1999 في بوسطن في الولايات المتحدة.